# さらばベルリンの灯
『さらばベルリンの灯』（原題：The Quiller Memorandum）は、1966年制作のイギリス・アメリカのスパイ・スリラー映画。
エルストン・トレヴァーがアダム・ホール名義で執筆し、エドガー賞 長編賞を受賞したスパイ小説「不死鳥を倒せ」（The Berlin Memorandum、1965年）の映画化。

## あらすじ
イギリスの諜報部員クィラーは、中東から西ベルリンに転属する。ドイツにナチス政権を復活させようとするオクトーバー率いるネオナチの動きを探っていた諜報部員が殺されたため、その後任として選ばれたのだ。
クィラーは古参の諜報部員ポルからそれまでの経過を知らされると、さらに詳しい情報を得るため、記者と名乗ってベルリン郊外のある学校を訪れ、そこでインゲという女性教師と知り合う。クィラーは情報を得るためインゲと何度も会ううち、やがて恋におちる。
しかし、オクトーバー一味も、クィラーの動向を探っていた…。

## キャスト
- クィラー：ジョージ・シーガル
- ポル：アレック・ギネス
- オクトーバー：マックス・フォン・シドー
- インゲ：センタ・バーガー
- ギブス：ジョージ・サンダース
- ロバート・ヘルプマン
- ロバート・フレミング（英語版）
- ペーター・カルステン（英語版）
- ギュンター・マイスナー
- ロバート・ストラウス